# Euphaedra hybridus
Euphaedra hybridus är en fjärilsart som beskrevs av Aurivillius. Euphaedra hybridus ingår i släktet Euphaedra och familjen praktfjärilar. Inga underarter finns listade i Catalogue of Life.